# Dorudontins
Els dorudontins (Dorudontinae) són una subfamília extinta de cetacis de la família dels basilosàurids que tingueren una amplíssima distribució en l'Eocè. Se n'han trobat restes fòssils al nord d'Àfrica, Europa, Nord-amèrica, Nova Zelanda i el subcontinent indi. A diferència dels basilosaurins, que tenien el cos extremament allargat, els dorudontins tenien proporcions comparables a les dels dofins. A més a més, presentaven una major diversitat taxonòmica i ocupaven un ventall més ampli de nínxols ecològics. La presència de forats mandibulars de grans dimensions fa pensar que hi sentien molt bé sota l'aigua. Hi ha autors que els classifiquen com una família a part.